# Våldtäkten
Våldtäkten (engelska originalets titel: Lipstick) är en amerikansk rape and revenge-film från 1976 i regi av Lamont Johnson. I huvudrollerna ses Margaux Hemingway, Chris Sarandon, Anne Bancroft och Mariel Hemingway.
Filmens soundtrack utgavs av Atlantic Records.

## Handling
Fotomodellen Chris McCormick, som bland annat gör reklam för läppstift, blir våldtagen av musikläraren Gordon Stuart. I den påföljande rättegången blir Gordon överraskande frikänd. Även Chris yngre syster Kathy faller offer för Gordon. Då beväpnar sig Chris med ett Remington-gevär och skjuter ihjäl Gordon. Vid rättegången blir hon frikänd av juryn.

## Rollista
| Margaux Hemingway  | – Christine "Chris" McCormick |
| Chris Sarandon     | – Gordon Stuart               |
| Perry King         | – Steve Edison                |
| Robin Gammell      | – Nathan Cartwright           |
| John Bennett Perry | – Martin McCormick            |
| Mariel Hemingway   | – Kathy McCormick             |
| Francesco Scavullo | – Francesco                   |
| Meg Wylie          | – syster Margaret             |
| Inga Swenson       | – syster Monica               |
| Lauren Jones       | – poliskvinna                 |
| Catherine McLeod   | – Vogue Lady                  |
| Anne Bancroft      | – Carla Bondi                 |